# José Epifânio da Franca
José Epifânio da Franca nasceu em 1955. Filho de José Frederico Epifânio da Franca, farmacêutico de profissão e Maria Antónia Epifânio da Franca, também farmacêutica.

## Percurso Académico
- Concluiu os seus estudos no Instituto Superior Técnico em 1978.
- Em 1985 fez o seu Doutoramento no Imperial College, onde lhe foi atribuído o Overseas Research Student Award por dois anos consecutivos, em 1983 e 1984.
- Em 1992 obteve o grau académico de Agregado da Universidade Técnica de Lisboa.

## Percurso Profissional
- Administrador não executivo independente do Banco Espírito Santo no mandato 2008-2011.
- Em Março de 1997, co-fundou e tornou-se Presidente da Chipidea Microelectrónica SA, a primeira empresa portuguesa dedicada à concepção de circuitos integrados avançados de sinal misto. A Chipidea foi vendida em 2007 à empresa americana MIPS Technologies Inc. por 147 milhões de euros.
- Secretário de Estado do Ministro da Educação Prof. Diamantino Durão, no XII Governo Constitucional.
- Professor Catedrático do Departamento de Engenharia Electrotécnica e de Computadores do IST.
- Professor Adjunto da Escola de Engenharia da Universidade Chinesa de Hong Kong.
- Serviu no Conselho de Governadores da IEEE Circuits and Systems Society, no Conselho Executivo da European Circuits Society, em vários Comités IEEE Fellow and Award.
- É Membro do IEEE, tendo sido agraciado com a Golden Jubilee Medal da IEEE Circuits and Systems Society (CAS).
- É um distinto Lecturer do IEEE CAS.

## Investigação
- Os principais resultados da sua investigação foram publicados em mais de 60 comunicações em jornais, 200 documentos de conferências e vários livros de investigação e monografias.
- É co-autor de 5 patentes internacionais em redes de capacidade comutada.

## Outros Prémios
- Em 2006, foi agraciado com a condecoração nacional de “Grande Oficial da Ordem do Mérito” pelo Presidente da República.
- Em 2008 recebeu o Prémio Universidade de Coimbra.